# جروبو إيماهن
جروبو إيماهن (بالإسبانية: Grupo Imagen)‏ هي تكتل إعلامي مكسيكي مملوك لمجموعة جروبو إمبريزاريال أنغيليس.
منذ عام 2007، تعد الشركة ثالث أكبر مجموعة إعلامية في المكسيك ، إلى جانب تيلفيزا وتلفزيون الأزتيكا.